# Chlorobiota
Chlorobiota, anteriormente nomeado Chlorobi, é um filo de bactérias gram-negativas, anaeróbias obrigatórias, fotoautotróficas e capazes de metabolizar enxofre. São encontradas principalmente em ambientes aquáticos. Em sua maioria, não possuem motilidade e são capazes de realizar fotossíntese anoxigênica. Para realizar este processo utilizam íons de sulfeto como doadores de elétrons, em contraste as plantas que utilizam água. Estes organismos são autótrofos que utilizam o ciclo de Krebs reverso para fixar carbono. Alguns também são mixotrofos capazes substituir o oxigênio como aceptor de elétrons por nitrogênio. É proximamente relacionado com o filo Bacteroidota.